# Letov Š-20
Letov Š-20 là một loại máy bay tiêm kích chế tạo tại Tiệp Khắc trong thập niên 1920.

## Biến thể
- Š-20
  - Š-20M
  - Š-20L
  - Š-20R
  - Š-20J
- Š-21

## Tính năng kỹ chiến thuật (Š-20)
Đặc điểm tổng quát
- Kíp lái: 1
- Chiều dài: 7.44 m (24 ft 5 in)
- Sải cánh: 9.70 m (31 ft 10 in)
- Chiều cao: 7 m (23 ft 3.25 in)
- Diện tích cánh: 18.4 m2 (198 ft2)
- Trọng lượng rỗng: 728 kg (1.602 lb)
- Trọng lượng có tải: 1.048 kg (2.306 lb)
- Powerplant: 1 × Hispano-Suiza 8Fb, 190 kW (260 hp)

Hiệu suất bay
- Vận tốc cực đại: 256 km/h (160 mph)
- Tầm bay: 528 km (330 dặm)
- Trần bay: 7.200 m (23.600 ft)
- Vận tốc lên cao: 6 m/s (1.190 ft/phút)

Vũ khí trang bị
- 2 × súng máy Lewis.303